# Gustavo Guerrero
Gustavo Guerrero (Buenos Aires, 22 ottobre 1959) è un ex tennista argentino.

## Carriera
Il suo risultato più importante è stata la semifinale raggiunta durante il Brussels Outdoor 1980 dove è stato sconfitto da Balázs Taróczy, grazie a questo risultato in stagione è entrato nella top-100 mondiale con un picco raggiunto a gennaio 1981 alla 78ª posizione.
Nel circuito Challenger ha vinto un titolo al Curitiba Challenger 1980 e disputato altre tre finali a cui si sommano cinque titoli nel doppio.